# Potentilla uniflora
Potentilla uniflora là loài thực vật có hoa trong họ Hoa hồng. Loài này được Ledeb. miêu tả khoa học đầu tiên năm 1812.